# Aeroporto de Kumamoto
O Aeroporto de Kumamoto (IATA: KMJ, ICAO: RJFT), também conhecido como Aeroporto de Aso Kumamoto (阿蘇くまもと空港 Aso Kumamoto Kūkō), é um aeroporto em Mashiki, Kumamoto, Japão.

## História
O primeiro aeroporto de Kumamoto foi inaugurado em 1960 no local de uma antiga base aérea do Exército Imperial Japonês e tinha uma pista de 1.200 m. Foi substituído pelo atual aeroporto de Kumamoto em 1971. A pista do novo aeroporto, de 2.500 m, foi estendida para 3.000 m em 1980.
Kumamoto foi um dos três aeroportos de propriedade nacional a ter lucro no ano fiscal de 2011 (junto com o Novo Aeroporto de Chitose e o Aeroporto de Komatsu). Em 2013, o governo aprovou uma legislação destinada a permitir a venda de uma concessão operacional no aeroporto.
O serviço de fretamento da China Airlines para Kaohsiung foi anunciado em 2014 para atender a excursões organizadas de Taiwan.